# 이달형
이달형(李達炯, 1967년 5월 9일 ~ )은 대한민국의 배우이다.

## 연기 활동

### 드라마
- KBS2 《드라마시티 - 사로잡히다》 (2003) ... 사채업자 2 역
- KBS2 《드라마시티 - S대 법학과 미달사건》 (2003) ... 장선생 역
- KBS2 《상두야 학교가자》 (2003) ... 단역
- KBS2 《드라마시티 - 나의 그녀 이야기》 (2003) ... 기사 1 역
- KBS2 《드라마시티 - 벗으면 보인다》 (2004) ... 봉수 역
- KBS2 《드라마시티 - 조선생 소년원에 가다》 (2004) ... 계장 역
- KBS2 《드라마시티 - 사랑해요 수헬리》 (2004) ... 교수 역
- KBS2 《오! 필승 봉순영》 (2004) ... 아부 리 역
- KBS2 《그녀가 돌아왔다》 (2005) ... 감독 역
- KBS1 《바람꽃》 (2005) ... 장만근 역
- KBS2 《포도밭 그 사나이》 (2006) ... 유일심 역
- KBS2 《드라마시티 - 쓰리(3)의 전설》 (2006) ... 고백성 역
- SBS 《쩐의 전쟁》 (2007) ... 김상사 역
- KBS1 《대조영》 (2007) ... 설계두 역
- KBS2 《대왕 세종》(2008) ... 신장 역
- SBS 《온에어》 (2008) ... 박봉식 역
- KBS2 《파트너》 (2009) ... 구영태 역
- KBS2 《결혼 못하는 남자》 (2009) ... 작업반장 역
- KBS2 《전설의 고향 - 구미호》 (2009) ... 이방 역
- KBS2 《공부의 신》 (2010) ... 박귀남 (수학교사) 역
- KBS1 《거상 김만덕》 (2010) ... 김동주 역
- KBS2 《국가가 부른다》 (2010) ... 사채업자 최칠현 역
- MBC 《런닝, 구》 (2010) ... 용수 역
- SBS 《사랑의 기적》 (2010) ... 청과물상 주인 역
- KBS2 《성균관 스캔들》 (2010) ... 구용하의 아버지 역
- OCN 《신의 퀴즈》 (2010) ... 동철 역
- KBS2 《KBS 드라마 스페셜 연작 시리즈 - 락락락》 (2010) ... 악사 베이스 역
- KBS2 《두근두근 달콤》 (2011) ... 오 부장 역
- KBS1 《광개토태왕》 (2011) ... 오장 역
- TV조선 《프로포즈 대작전》 (2012) ... 고교 담임 역
- MBC 《무신》 (2012) ... 노지창 역
- KBS2 《KBS 드라마 스페셜 연작 시리즈 - 소녀탐정 박해솔》 (2012) ... 박성일 역
- KBS2 《적도의 남자》 (2012년) ... 담임선생님 역
- KBS2 TV소설《삼생이》 (2013) ... 석봉출 역
- Mnet 《몬스타》 (2013) ... 교감 역
- JTBC 《맏이》 (2013) ... 순택 부, 양천어른 역
- KBS2 《천상여자》 (2014) ... 허풍호 역
- KBS1 《고양이는 있다》 (2014) ... 한수리 아버지 역
- KBS2 《아이언맨》 (2014) ... 운전기사 역
- tvN 《미생》 (2014) ... 변형철 역
- JTBC 《순정에 반하다》 (2015) ... 장종철 역
- MBC 《여왕의 꽃》 (2015) ... 고기집 사장 역
- KBS1 《가족을 지켜라》 (2015) ... 차동구 부장 역
- KBS2 《장사의 신 - 객주 2015》 ... 최돌이 역
- tvN 《하백의 신부 2017》 (2017) ... 이달형 역
- KBS1 《속아도 꿈결》 (2021) ... 영복 역
- KBS2 《사랑의 꽈배기》(2021) ... 강남춘 역

### 영화
- 《쁘아종》 (1997) ... 포장마차 취객 역
- 《파란 대문》 (1998) ... 자살 사내 역
- 《대한민국 헌법 제1조》 (2003) ... 작가 역
- 《와일드 카드》 (2003) ... 순대 역
- 《황산벌》 (2003) ... 백제 중신 1 역
- 《인간적으로 정이 안 가는 인간》 (2005)
- 《방과후 옥상》 (2006) ... 박기봉 역
- 《잘 살아보세》 (2006) ... 덕팔 역
- 《마강호텔》 (2007) ... 강용산 역
- 《오감도》 (2009) ... 김 실장 역
- 《애자》 (2009) ... 학생주임 역(우정출연)
- 《구르믈 버서난 달처럼》 (2010) ... 송 대감 역
- 《꿈은 이루어진다》 (2010) ... 특무상사 역
- 《세상에서 가장 아름다운 이별》 (2011) ... 김 소장 역(특별출연)
- 《내 아내의 모든 것》 (2012) ... 파출소장 역(우정출연)
- 《반창꼬》 (2012) ... 파출소장 역(우정출연)
- 《결혼전야》 (2013) ... 설치기사 역(특별출연)
- 《위험한 상견례 2》 (2015)
- 《메소드》 (2017) ... 뒷풀이 '틈' 음악가 역(우정출연)
- 《혼: 공포의 시작》 (2020) ... 박만길 역
- 《게임의 법칙: 인간사냥》 (2021) ... 여의원 역
- 《아수라도》 (2021) ... 박무영 역
- 달형마트 (2023)
- 《1980》 (2024) ... 통장 역

### 연극
- 패스트
- 갈매기
- 외설 춘향전
- 라이어
- 누구를 위하여 종은 울리나
- 광해 유감
- 웁스
- 딜러스 초이스
- 관객모독
- 성순표씨 일내겠네

## 음반
- 2015 싱글 앨범 [배우 이달형의 술 한 잔 따라주세요]

## 예능
- 2024 MBN 특종세상 (616회 - 35년차 명품 감초 배우 이달형!)
- 2024 MBN 속풀이쇼 동치미

## 수상 내역
- 2018 대한민국 충효대상 연극부문 1인모노드라마연기대상
- 2023 제15회 대한민국 세계단편영화제 동상
- 2023 제6회 울산단편영화제 최우수 호러스릴러상